# Giorgio Bocchino
Giorgio Bocchino   (Florència, 14 de juliol de 1913 - Florència, 4 de desembre de 1995) va ser un tirador d'esgrima italià, especialista en floret, que va competir durant la dècada de 1930.
El 1936 va prendre part en els Jocs Olímpics de Berlín, on disputà dues proves del programa d'esgrima. Guanyà la medalla d'or en la prova de floret per equips i la de bronze en da del floret individual.
Al Campionat del món d'esgrima aconseguí cinc medalles d'or, una de plata i una de bronze entre el 1933 i 1938.